# Арсеньев, Василий Павлович
Василий Павлович Арсеньев — советский хозяйственный и политический деятель.

## Биография
Родился в 1910 году в Осташкове. Член КПСС.
В 1929—1932 годах — рабочий Осташковского паровозного депо.
Окончил Ленинградский политехнический институт.
В 1937—1955 гг. — заведующий производством цеха, инженерный и руководящий работник, заместитель директора Кировского завода.
В 1955—1959 гг. — заместитель председателя Кировского райисполкома города Ленинграда.
В 1959—1971 гг. — председатель Петроградского райисполкома города Ленинграда.
После 1971 года — руководитель производственной практики студентов ЛИТМО.
Умер в 1986 году в Ленинграде.

## Награды
- Орден Трудового Красного Знамени (дважды)
- Орден Красной Звезды
- Орден Знак Почёта (трижды)